# Andrei Rădulescu (aviator)
Andrei Rădulescu (n. secolul al XX-lea – d. 1944) a fost un pilot român de aviație, as al Aviației Române din cel de-al Doilea Război Mondial. In noaptea de Boboteaza a anului 1913 se nasc la Albestii de Arges fratii Ion si Andrei Radulescu. Mama Ana. A nascut sapte fete si sapte baieti. Ion Radulescu actor pe scena Teatruli National, coleg cu Fintesteanu, Bălțățeanu, etc. Andrei Radulescu, pilot, as al aviatiei romanesti in al doilea razboi mondial. Escadrila 53 vanatoare impreuna cu Agarici, C. Cantacuzino, C. P. Popescu, Cumenceanu, Pomut... A murit in jurul anului 1977.
Adjutantul șef av. Andrei Rădulescu a fost decorat cu Ordinul Virtutea Aeronautică de război cu spade, clasa Cavaler cu prima și a doua baretă (20 februarie 1942) „pentru eroismul, curajul și vitejia arătată în luptele aeriene cu inamicul, isbutind să doboare 9 avioane bolșevice”.

## Decorații
- Ordinul „Virtutea Aeronautică” de Război cu spade, clasa Cavaler cu prima și a doua baretă (20 februarie 1942)[2]